# 설태

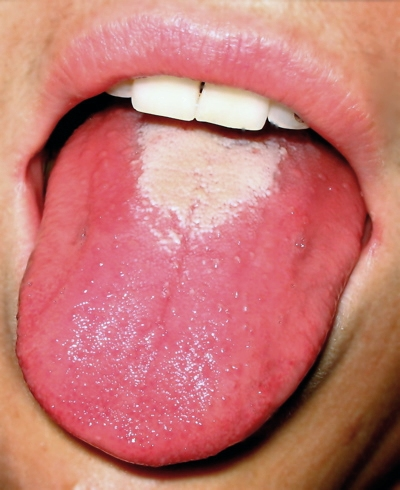
설태

설태(영어: tongue coating, 舌苔)는 혀바닥에 끼는 물질이다. 보통 하얀색이어서 백태(白苔)라고도 한다. 양치질을 통해 칫솔로 혀를 닦거나 혀닦이로 혀를 닦으면 제거할 수 있다.

## 같이 보기
- 코딱지
- 때